# Allarp (Laholm)
Allarp is een plaats in Zweden, in de gemeente Laholm in het landschap Halland en de provincie Hallands län. De plaats heeft 77 inwoners (2005) en een oppervlakte van 36 hectare. De plaats ligt aan een spoorweg en net ten oosten van de plaats loopt de Europese weg 20/Europese weg 6. De plaats wordt omringd door zowel landbouwgrond als bos en de dichtstbijzijnde redelijk grote plaats is Skummeslövsstrand, dat ongeveer een kilometer ten westen van de plaats ligt.
Ala · Allarp · Edenberga · Genevad · Hasslöv · Hishult · Knäred · Laholm · Lilla Tjärby · Mellbystrand · Ränneslöv · Skottorp · Skummeslövsstrand · Vallberga · Våxtorp · Veinge · Ysby